# Рудяк Тимофій Ярославович
Тимофі́й Яросла́вович Рудя́к — лейтенант 95-ї окремої десантно-штурмової бригади, учасник російсько-української війни, який загинув у ході російського вторгнення в Україну в 2022 році. Отаман Фастівського куреня Українського козацтва. Депутат Фастівської міської ради. Срібний призер чемпіонату України з панкратіону, чемпіон Київської області з панкратіону у важкій вазі, кандидат в майстри спорту з панкратіону, інструктор з панкратіону.

## Життєпис
Народився 15 вересня 1978 року. Мешкав у місті Фастові на Київщині.
З травня 2014 року — на військовій службі в 72 ОМБР, командир розвідувального взводу, прапорщик, за іншими даними — у складі 79 ОДШБр. З березня 2022 р. у складі 95 ОДШБр. Мав позивний: «Палій».
Ніс службу на блокпосту поблизу м. Маріуполя, брав участь у боях за ДАП з 7 червня до кінця липня 2014 року. Разом з головним сержантом взводу перешкодили зйомці позицій захисників Донецького аеропорту журналістом російських державних телеканалів «RT» та «Звезда» Гремом Філіпсом, затримали його, після чого його передали співробітникам СБУ.
Після демобілізації був обраний депутатом Фастівської міської ради від партії «Європейська Солідарність».
Загинув 2 березня 2022 року в Макарові, захищаючи від російських окупантів Київщину.
Чин прощання відбувся 15 березня 2022 року у фастівському храмі УГКЦ Св. Димитрія.
Залишились дружина Людмила і троє дітей.

## Нагороди
- орден Богдана Хмельницького III ступеня (5.04.2022, посмертно) — за особисту мужність і самовіддані дії, виявлені у захисті державного суверенітету та територіальної цілісності України, вірність військовій присязі;
- орден «За мужність» III ступеня (26.2.2015) — за особисту мужність і високий професіоналізм, виявлені у захисті державного суверенітету та територіальної цілісності України;
- нагрудний знак «За оборону Донецького аеропорту» (19.3.2016)[5].

## Вшанування пам'яті
1 травня 2023 року у Фастові відбувся турнір з панкратіону та грепінгу пам'яті Тимофія Рудяка